# Acantholimon hoshapicum
Acantholimon hoshapicum är en triftväxtart som beskrevs av Doan och Akaydn. Acantholimon hoshapicum ingår i släktet Acantholimon och familjen triftväxter. Inga underarter finns listade i Catalogue of Life.